# Abutaleb Talebi
Abutaleb Talebi (Marand, Irán, 10 de abril de 1945-21 de julio de 2008) fue un deportista iraní especialista en lucha libre olímpica donde llegó a ser medallista de bronce olímpico en México 1968.

## Carrera deportiva
En los Juegos Olímpicos de 1968 celebrados en México ganó la medalla de bronce en lucha libre olímpica estilo peso gallo, tras el luchador japonés Yojiro Uetake (oro) y el estadounidense Donald Behm (plata).